# Липига
Липи́га — деревня в Торжокском районе Тверской области России. Входит в состав Мошковского сельского поселения.

## География
Деревня находится в центральной части Тверской области, в зоне хвойно-широколиственных лесов, в пределах восточной оконечности Валдайской возвышенности, на берегу на ручье Дунай, близ реки Шостки, в 36 км по прямой к юго-востоку от города Торжка. 

### Климат
Климат характеризуется как умеренно континентальный, влажный, с морозной зимой и умеренно тёплым летом. Среднегодовая температура воздуха — 3,9 °C. Средняя температура воздуха самого холодного месяца (января) — −10,2 °C (абсолютный минимум — −48 °C); самого тёплого месяца (июля) — 16,9 °C (абсолютный максимум — 35 °C). Вегетационный период длится около 169 дней. Годовое количество атмосферных осадков составляет около 575—600 мм, из которых большая часть выпадает в тёплый период. Снежный покров держится в течение 135 −140 дней. Среднегодовая скорость ветра варьирует в пределах от 3,1 до 4,1 м/с.

## История
До упразднения уездно-губернского деления деревня Липиги входило в состав Тредубской волости Старицкого уезда Тверской губернии. 
Во время Великой Отечественной войны деревня была оккупирована в октябре 1941 года, освобождена в декабре того же года. На фронтах (1941—1945) погибли 35 уроженцев деревни.
В 1921 году Липига — центр одноимённого сельсовета Старицкого уезда, в 1924—1929 годах — Тверского уезда. В 1929—1956 годах деревня центр сельсовета Емельяновского района (с 1935 года Калининской области), в 1956—1963 — Высоковского района.
До 2005 года входила в состав Тредубского сельского округа.
С 2005 по 2017 годы входила в состав Тредубского сельского поселения.
Согласно Закону Тверской области от 17 апреля 2017 года № 23-ЗО деревня вошла в состав Мошковского сельского поселения после преобразования, путём их объединения, муниципальных образований Мошковское и Тредубское сельские поселения.

## Население
| 1859 | 1886 | 2002 | 2010 |
| ---- | ---- | ---- | ---- |
| 348  | ↗490 | ↘52  | ↗53  |

### Историческая численность населения
В 1859 году в казённой деревне Липига 49 дворов, 348 жителей. В 1886 году в деревне Липиги Старицкого уезда, Тредубской волости, Анненского прихода — 71 двор, 490 жителей.
По переписи 1920 года в деревне 530 жителей. 
В 1997 году — 37 хозяйств, 79 жителей. 

### Национальный и гендерный состав
Согласно результатам переписи 2002 года, в национальной структуре населения русские составляли 98 % от общей численности в 52 чел., из них 23 мужчины, 29 женщин.

## Известные уроженцы, жители
- Боровицкий, Иван Николаевич (1894—1974) — советский партийный и государственный деятель.

## Инфраструктура
Личное подсобное хозяйство с зоной сельскохозяйственного использования, индивидуальная застройка усадебного типа.
Основа экономики — сельское хозяйство. Действовало отделение колхоза «Знамя».
В начале XX века в Липиге — волостное правление, земское училище, почтовая станция.

## Транспорт
Деревня доступна автотранспортом по автодороге 28Н-1783.  Рейсовый автобус Торжок—Липига проходит 55 км. 